# María de Toledo
María de Toledo, född 1490, död 1549, var en spansk adelsdam, vicedrottning av Santo Domingo (nuvarande Dominikanska republiken). Hon var gift med Diego Columbus, son till Christoffer Columbus och vicekung över Santo Domingo. Hon var regent över kolonin under makens frånvaro från 1515 till 1520. Hon är känd för sitt stöd för indianernas rättigheter.     